# FC Barcelona (kosárlabda)
Az FC Barcelona Barcelona profi kosárlabdacsapata, amely a Spanyol kosárlabda-bajnokságban (ACB) és az Euroligában szerepel.

## Hazai arénák
- Sol de Baix Sports Complex (1926–40)
- Les Corts Court (1940–71)
- Palau Sant Jordi (1990–92)
- Palau Blaugrana (1971–1990, 1992–napjainkig)

## Játékosok

### Visszavonultatott mezszámok
- 4 Andrés Jiménez, F, 1986–1998
- 7 Nacho Solozábal, G, 1978–1994
- 12 Roberto Dueñas, C, 1996–2005
- 15 Juan Antonio San Epifanio, F, 1979–1995

### Jelenlegi keret
| Poszt | Mezszám | Ország                          | Név                   | Magasság |
| ----- | ------- | ------------------------------- | --------------------- | -------- |
| SG    | 0       | Amerikai Egyesült Államok · SRB | Punter, Kevin         | 193 cm   |
| SF    | 1       | Amerikai Egyesült Államok       | Anderson, Justin      | 196 cm   |
| G/F   | 2       | Olaszország                     | Sarr, Dame            | 198 cm   |
| C     | 6       | Csehország                      | Veselý, Jan           | 213 cm   |
| SG    | 8       | Spanyolország                   | Brizuela, Darío       | 188 cm   |
| F/C   | 10      | Nigéria · USA                   | Metu, Chimezie        | 208 cm   |
| PG    | 13      | Csehország                      | Satoranský, Tomáš     | 200 cm   |
| C     | 14      | Spanyolország                   | Hernangómez, Willy    | 210 cm   |
| PG    | 27      | Spanyolország                   | Núñez, Juan           | 194 cm   |
| C     | 19      | SEN · FRA                       | Fall, Youssoupha      | 221 cm   |
| G     | 20      | ARG · ITA                       | Laprovíttola, Nicolás | 191 cm   |
| G/F   | 21      | Spanyolország                   | Abrines, Álex (C)     | 198 cm   |
| PF    | 22      | USA                             | Parker, Jabari        | 203 cm   |
| F     | 44      | Spanyolország                   | Parra, Joel           | 203 cm   |

- a vastagon szedettek válogatott játékosok

## Edzők
- Ranko Zeravica 1974–1976
- Eduardo Kucharski 1977–1979
- Antoni Serra 1979–1985
- Manolo Flores 1985, 2005
- Aíto García Reneses 1985–1990, 1992–1997, 1998–2001
- Bozidar Maljkovic 1990–1992
- José María Oleart 1997
- Manel Comas 1997
- Svetislav Pesic 2001–2003
- Joan Montes 2004–2005
- Dusko Ivanovic 2005–2008
- Xavier Pascual 2008–2016
- Georgios Bartzokas 2016–2017
- Sito Alonso 2017-2018
- Šarūnas Jasikevičius 2020–2023
- Roger Grimai 2023-2024
- Joan Peñarroya 2024–napjainkig

## Eredmények, helyezések

### Kupák
- Liga ACB (20):
  - 1958-59, 1980-81, 1982-83, 1986-87, 1987-88, 1988-89, 1989-90, 1994-95, 1995-96, 1996-97, 1998-99, 2000-01, 2002-03, 2003-04, 2008-09, 2010-11, 2011-12, 2013-14, 2020-21, 2022-23
- Spanyol királyi kupa (27):
  - 1943, 1945, 1946, 1947, 1949, 1950, 1959, 1978, 1979, 1980, 1981, 1982, 1983, 1987, 1988, 1991, 1994, 2001, 2003, 2007, 2010, 2011, 2013, 2018, 2019, 2021, 2022
- Euroliga (2):
  - 2002–03, 2009-10.
- Triple Crown (1):
  - 2003
- Saporta kupa (2):
  - 1985, 1986.
- Korac kupa (2):
  - 1987, 1999.
- Európai szuperkupa (1):
  - 1987.
- Interkontinentális kupa (1):
  - 1985.
- Katalán liga (13):
  - 1981, 1982, 1983, 1984, 1985, 1986, 1990, 1994, 1996, 2001, 2002, 2005, 2009.
- Katalán kupa (6):
  - 1942, 1943, 1945, 1946, 1947, 1948.
- Asturias kupa (1):
  - 1989.
- Spanyol szuperkupa (6):
  - 1987-88, 2004, 2009, 2010, 2011, 2015

### Egyéni díjak
ACB legértékesebb játékosa
- Juan Carlos Navarro – 2006
- Nikola Mirotić - 2020

ACB döntő legértékesebb játékosa
- Xavi Fernández – 1996
- Roberto Dueñas – 1997
- Derrick Alston – 1999
- Pau Gasol – 2001
- Sarunas Jasikevicius – 2003
- Dejan Bodiroga – 2004
- Juan Carlos Navarro – 2009, 2011, 2014
- Erazem Lorbek - 2012
- Nikola Mirotić - 2021, 2023

Spanyol kupa legértékesebb játékosa
- Pau Gasol – 2001
- Dejan Bodiroga – 2003
- Jordi Trias – 2007
- Fran Vázquez - 2010
- Alan Anderson - 2011
- Pete Mickeal - 2013
- Thomas Huertel - 2018, 2019
- Cory Higgins - 2021
- Nikola Mirotić - 2022

Spanyol szuper kupa legértékesebb játékosa
- Dejan Bodiroga – 2004
- Juan Carlos Navarro – 2009, 2010, 2011
- Pau Ribas - 2015

ACB Slam Dunk bajnokság
- Francisco Elson – 2001

Euroliga legértékesebb játékosa
- Juan Carlos Navarro – 2009
- Nikola Mirotić - 2022

Euroliga döntő legértékesebb játékosa
- Dejan Bodiroga – 2003
- Juan Carlos Navarro - 2010

All-ACB First Team
- Dejan Bodiroga – 2004
- Juan Carlos Navarro – 2006, 2007, 2009, 2010
- Fran Vázquez – 2009
- Erazem Lorbek - 2010, 2012
- Ricky Rubio - 2010
- Ante Tomić - 2013
- Nikola Mirotić - 2020
- Nicolás Laprovíttola - 2022

All-ACB Second Team
- Tomáš Satoranský – 2016
- Ante Tomić – 2017, 2018
- Thomas Heurtel – 2018, 2019
- Ádám Hanga – 2020
- Cory Higgins – 2021
- Nikola Mirotić – 2021, 2022

All-Euroleague First Team
- Dejan Bodiroga – 2003, 2004
- Juan Carlos Navarro – 2006, 2007, 2009, 2010, 2011
- Erazem Lorbek - 2011
- Ante Tomić - 2013, 2014
- Nikola Mirotić - 2021, 2022

All-Euroleague Second Team
- Pau Gasol – 2001
- Erazem Lorbek - 2010
- Juan Carlos Navarro - 2012, 2013
- Ante Tomić - 2015
- Brandon Davies - 2021

### Rekordok
Legtöbb pont: FC Barcelona 147-106 Cajabilbao (1986/87)
Legnagyobb pontkülönbség (a Barcelona javára): 74 - FC Barcelona 128-54 Mataró (1972/1973)
Legnagyobb pontkülönbség: 60 - Real Madrid 125-65 FC Barcelona (1973) és Real Madrid 138-78 FC Barcelona (1977)
Legtöbb meccset játszó játékos: Juan Antonio San Epifanio "Epi" (421)
Legtöbb percet játszó játékos: Juan Antonio San Epifanio "Epi" (11.758)
Legtöbb pontot dobott játékos: Juan Antonio San Epifanio "Epi" (7.028)
Legtöbb lepattanót szerző: Roberto Dueñas (2.113)
Legtöbb blokk: Roberto Dueñas (266)
Legtöbb 3 pontos kosarat szerző: Juan Carlos Navarro "Navarro" (684)

## FC Barcelona NBA csapatok ellen
| Dátum             | Eredmény                                  | Helyszín                        |
| ----------------- | ----------------------------------------- | ------------------------------- |
| 1989. október 20. | Denver Nuggets 137–103 FC Barcelona       | Palaeur, Róma                   |
| 2003. október 10. | FC Barcelona 80–91 Memphis Grizzlies      | Palau Blaugrana, Barcelona      |
| 2006. október 5.  | FC Barcelona 104–99 Philadelphia 76ers    | Palau Blaugrana, Barcelona      |
| 2008. október 18. | Los Angeles Lakers 108-104 FC Barcelona   | Staples Center, Los Angeles, CA |
| 2008. október 19. | Los Angeles Clippers 114-109 FC Barcelona | Staples Center, Los Angeles, CA |
| 2010. október 7.  | FC Barcelona 92–88 Los Angeles Lakers     | Palau Blaugrana, Barcelona      |
| 2012. október 9.  | FC Barcelona 99–85 Dallas Mavericks       | Palau Blaugrana, Barcelona      |
| 2016. október 5.  | FC Barcelona 89–92 Oklahoma City Thunder  | Palau Blaugrana, Barcelona      |